# 井手亮太郎
井手 亮太郎（いで りょうたろう、1996年3月20日 - ）は、福岡県古賀市出身の元プロ野球選手（投手）。右投左打。プロ野球では、育成選手として東北楽天ゴールデンイーグルスに2年間在籍していた。

## 経歴
古賀市立小野小学校の2年時から軟式野球を始めると、古賀市立古賀東中学校への在学中に硬式野球チームの福岡ライナーズへ所属。中学1年時まではオーバースローで投げていたが、制球力を高めるべく、中学2年時にサイドスローへ転向した。転向のきっかけは、当時のコーチから「サイドスローで投げれば、手首の柔らかさやスナップスローのうまさを生かせる」とのアドバイスを受けたことによる。
さらに、九州産業大学付属九州高等学校3年時の春からアンダースローに転向したところ、投球フォームが安定。夏の選手権福岡大会では、2回戦でシード校の福岡県立糸島高等学校打線を3安打に抑えるなど、チームを準決勝にまで導いた。このような好投がNPB（日本プロ野球）で複数の球団のスカウトから注目されたものの、実際には系列校の九州産業大学へ進学。福岡六大学野球のリーグ戦では3年時まで勝利を挙げられなかったものの、2年時にチームのリーグ優勝を受けて臨んだ第64回全日本大学野球選手権大会では、東海大学との2回戦で先発を任されていた。
九州産業大学への在学中に筋力を強化しながらサイドスローへ戻したところ、4年時（2017年）の秋にストレートで151km/hを計測したことなどから、同年のNPB育成ドラフト会議で東北楽天ゴールデンイーグルスから1巡目で指名。育成選手としての入団に至った。しかし、入団1年目の2018年3月に右肘の手術を受けた影響で、在籍中は公式戦へ登板する機会がなかった。結局、2019年シーズンの終了後に、球団から戦力外を通告。これを機に、現役を引退したうえで古賀市へ帰郷した。
なお、2020年からは、古賀市役所の正規職員採用試験を4回にわたって受験。同年7月からは、市役所の会計年度任用職員として、建設課で道路や河川の管理事務に携わっていた。さらに、2023年の正規職員採用試験に合格したことから、2024年4月1日付で正規職員へ移行。移行後は、経営戦略課で広報誌の作成などを担うことを予定している。

## プレースタイル・人物
長身のサイドスローから繰り出す最速151km/hのストレートが武器。
愛称は「ピョン吉」。

## 詳細情報

### 年度別投手成績
- 一軍公式戦出場なし

### 背番号
- 132 （2018年 - 2019年）